# Episodi di The Americans (quarta stagione)

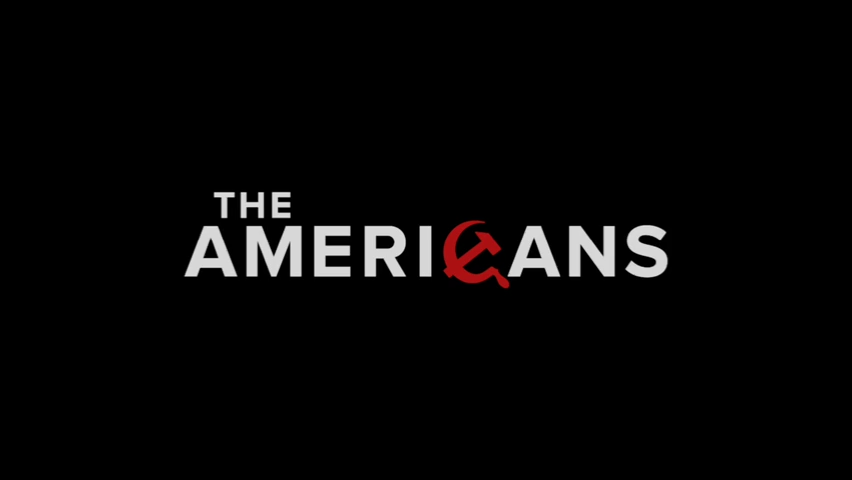
Logo della serie televisiva

La quarta stagione della serie televisiva The Americans è stata trasmessa in prima visione assoluta negli Stati Uniti dal canale via cavo FX dal 16 marzo all'8 giugno 2016.
In lingua italiana la stagione è trasmessa in prima visione in chiaro in Svizzera da RSI LA1 dal 16 novembre 2016: il primo episodio è stato censurato con alcuni piccoli tagli in corrispondenza delle scene più violente. In Italia la stagione è stata trasmessa in prima visione da Fox, canale a pagamento della piattaforma satellitare Sky, dal 1º dicembre 2016 al 23 febbraio 2017.
| nº | Titolo originale                                                   | Titolo italiano                                                         | Prima TV USA   | Prima TV in italiano |
| -- | ------------------------------------------------------------------ | ----------------------------------------------------------------------- | -------------- | -------------------- |
| 1  | Glanders                                                           | Armi biologiche                                                         | 16 marzo 2016  | 16 novembre 2016     |
| 2  | Pastor Tim                                                         | Il pastore Tim                                                          | 23 marzo 2016  | 23 novembre 2016     |
| 3  | Experimental Prototype City of Tomorrow                            | Contagio                                                                | 30 marzo 2016  | 30 novembre 2016     |
| 4  | Chloramphenicol                                                    | Cloramfenicolo                                                          | 6 aprile 2016  | 7 dicembre 2016      |
| 5  | Clark's Place                                                      | Clark, dove sei?                                                        | 13 aprile 2016 | 14 dicembre 2016     |
| 6  | The Rat                                                            | La talpa                                                                | 20 aprile 2016 | 21 dicembre 2016     |
| 7  | Travel Agents                                                      | Via per sempre                                                          | 27 aprile 2016 | 28 dicembre 2016     |
| 8  | The Magic of David Copperfield V: The Statue of Liberty Disappears | Il magico David Copperfield V: la sparizione della statua della libertà | 4 maggio 2016  | 4 gennaio 2017       |
| 9  | The Day After                                                      | Il giorno dopo                                                          | 11 maggio 2016 | 11 gennaio 2017      |
| 10 | Munchkins                                                          | Nanerottoli                                                             | 18 maggio 2016 | 18 gennaio 2017      |
| 11 | Dinner for Seven                                                   | Cena per sette                                                          | 25 maggio 2016 | 25 gennaio 2017      |
| 12 | A Roy Rogers in Franconia                                          | Legittima difesa                                                        | 1º giugno 2016 | 1º febbraio 2017     |
| 13 | Persona Non Grata                                                  | Persona non grata                                                       | 8 giugno 2016  | 8 febbraio 2017      |

## Armi biologiche
- Titolo originale: Glanders
- Diretto da: Thomas Schlamme
- Scritto da: Joel Fields e Joe Weisbe

### Trama
Philip rivela a Martha di aver ucciso Gene per proteggerla; la donna è sconvolta. Paige parla dei suoi genitori con il pastore Tim. Gabriel assegna una nuova missione a Philip ed Elizabeth: incontrare William, uno scienziato americano che ha accesso a mortali sostanze chimiche e microorganismi. Durante un incontro dell'ETS, Philip ricorda un episodio della sua infanzia, quando aveva picchiato brutalmente e ucciso un bullo, nonostante nel suo racconto non riveli quest'ultimo particolare. In Russia, Nina continua a lavorare con Anton Baklanov e chiede al suo superiore, Vasili Nikolaevich, di poter vedere suo marito. Arkady Ivanovich, sospettoso del lavoro che Tatiana sta facendo, scopre che ha a che fare con armi chimiche e batteriologiche. Martha recupera l'orario di sorveglianza di William, permettendo ai Jennings di incontrarlo indisturbati. William consegna loro una fiala di morva, una malattia altamente contagiosa. Tornati a casa, Philip viene affrontato da Stan, furioso dopo che Tori gli ha rivelato di aver visto Philip e la sua ex-moglie in atteggiamenti "intimi". Philip nega che qualcosa sia successo, ma Stan lo spinge contro una parete, pensando che l'uomo stia mentendo. Dopo che Stan se ne va, Philip ispeziona la fiala che si trovava ancora nella tasca della sua giacca.

## Il pastore Tim
- Titolo originale: Pastor Tim
- Diretto da: Chris Long
- Scritto da: Joel Fields e Joe Weisberg

### Trama
Philip spiega a Elizabeth perché Stan era arrabbiato con lui, rivelandole di frequentare gli incontri dell'ETS. I due portano la fiala a Gabriel che insiste affinché la scambino e, nel frattempo, mantengano i contatti con William, dato che all'uomo verrà garantito sempre più accesso al lavoro. Elizabeth ascolta la registrazione e scopre che Paige ha rivelato al pastore Tim la loro vera identità; insieme a Philip si chiede come possano tenere sotto controllo la situazione, nonostante Paige le abbia più tardi confessato quello che ha fatto. Philip incontra un pilota di linea per effettuare lo scambio della fiala, ma questo, essendo nervoso, cattura l'attenzione di un agente della sicurezza che Philip è costretto a uccidere. Il pilota abbandona la fiala e Philip non può far altro che riprenderla. Nina chiede a suo marito di consegnare una nota al figlio di Anton, ma il piano fallisce. La donna confessa a Vasili che il piano è stato tutta una sua idea e si rassegna a passare il resto dei suoi giorni nel gulag. Gabriel rivela a Elizabeth che sua madre è morta. In seguito, la donna racconta a Philip della confessione di Paige e della morte della madre; entrambi concordano di essere nei guai.

## Contagio
- Titolo originale: Experimental Prototype City of Tomorrow
- Diretto da: Kevin Dowling
- Scritto da: Stephen Schiff

### Trama
Philip ed Elizabeth incontrano il pastore Tim e scoprono che questo ha rivelato alla moglie la confessione di Paige. I due lo riferiscono a Paige che si sente tradita. Philip chiede a Paige di "lavorarsi" Tim, mantenendo una rapporto così da fargli mantenere il segreto, ma Paige è riluttante. Philip ed Elizabeth, così come Gabriel e Claudia, sono indecisi se uccidere Tim o tornare in Russia. Gabriel presenta loro la soluzione del Centro: la famiglia Jennings andrà in vacanza al parco di divertimenti Epcot e durante la loro assenza altri agenti del KGB uccideranno Tim. Philip crede che Paige avrà comunque sospetti su di loro, ma decide di accettare il piano quando Henry suggerisce una vacanza in famiglia, prima che entrambi i genitori ne facciano menzione. Tuttavia, prima di partire, i Jennings scoprono che Gabriel è stato infettato dal virus della fiala e che probabilmente anche loro sono infetti. I due riescono a rintracciare William, infettandolo quando cerca di scappare; William procura loro i vaccini, dicendo che devono tutti rimanere in quarantena nell'appartamento di Gabriel per le prossime 36 ore. I Jennings sono quindi costretti a cancellare la vacanza.

## Cloramfenicolo
- Titolo originale: Chloramphenicol
- Diretto da: Stefan Schwartz
- Scritto da: Tracey Scott Wilson

### Trama
In seguito al contagio, Philip, Elizabeth e William sono costretti a rimanere nell'appartamento di Gabriel per l'intero weekend; Elizabeth avverte Paige, che si preoccupa per i genitori. Elizabeth annulla l'omicidio del pastore Tim e di Alice e in seguito mostra alcuni sintomi della morva. Nel frattempo, Martha esce a cena con l'agente Aderholt, riuscendo a improvvisare una bugia per spiegare i suoi strani movimenti dopo il lavoro. L'agente Beeman perquisisce il suo appartamento durante la sua assenza, ma non trova niente di incriminante. La mattina seguente, le condizioni di Gabriel e di Elizabeth stanno migliorando e William li dichiara fuori pericolo. Elizabeth rivela a Philip di essere d'accordo con lui, sostenendo che l'uccisione del pastore Tim e di Alice farebbe alienare Paige. I Jennings decidono dunque di "lavorarsi" la coppia per assicurarsi il loro silenzio. Oleg torna in Russia e chiede al suo potente padre di aiutare Nina. Il padre acconsente, a patto che Oleg rimanga in patria per il bene di sua madre. In prigione, Nina sogna ancora una volta di essere rilasciata; un trio di guardie la svegliano e la portano alla fine del corridoio, dove è informata che il suo ricorso è stato negato e che la sua condanna a morte verrà eseguita a breve. La donna scoppia a piangere e viene giustiziata sul posto.

## Clark, dove sei?
- Titolo originale: Clark's Place
- Diretto da: Noah Emmerich
- Scritto da: Peter Ackerman

### Trama
Hans sospetta che Martha venga controllata dall'FBI, causando diffidenze e agitazione all'interno del KGB. Nel frattempo, Philip è infastidito dalle notizie del telegiornale e dalle conseguenze che queste potrebbero avere. Dopo aver scoperto l'esecuzione di Nina, Oleg ritorna alla Rezidentura, dove incontra la comprensione di Arkady. Successivamente incontra Stan, informandolo della morte della sua ex-amante. Elizabeth continua a entrare nel personaggio di venditrice di cosmetici, mentre Philip porge le sue scuse a Stan che lo perdona. I Jennings cercano di corteggiare ancora di più il pastore Tim e sua moglie, Alice.

## La talpa
- Titolo originale: The Rat
- Diretto da: Kari Skogland
- Scritto da: Joshua Brand

### Trama
Philip estrae Martha dal campo e, insieme a Gabriel, i due si rifugiano in una casa sicura; il KGB organizza nel frattempo i preparativi per la sua esfiltrazione in Russia. Tuttavia, Martha diventa diffidente e lascia la casa, contro il volere di Gabriel. Nel frattempo, Stan e Aderholt scoprono la verità su Martha e Clark e rivelano la scoperta a Gaad.

## Via per sempre
- Titolo originale: Travel Agents
- Diretto da: Dan Attias
- Scritto da: Tanya Barfield

### Trama
Martha si aggira per la strada confusa e spaventata, dopo aver lasciato la casa. Philip ed Elizabeth tornano nel rifugio con il campione della malattia. Gabriel rivela loro che Martha si è allontanata e i due iniziano a cercarla. Gaad è preoccupato che quanto accaduto con Martha comporterà per lui delle gravi conseguenze, essendo uno il capo del dipartimento di controspionaggio dell'FBI. L'agente Beeman si rifiuta di contattare Oleg. Martha chiama i suoi genitori e l'FBI riesce a rintracciarla. La donna chiama poi Philip che la convince a rimanere dov'è così che possa andare a prenderla. Ma prima che riesca ad arrivare sul posto, Elizabeth la trova e la obbliga con la forza a tornare alla casa. È inoltre preoccupata per il troppo coinvolgimento di Philip nei confronti di Martha, ma l'uomo l'assicura di non provare niente per lei. Elizabeth gli chiede di mentirle dicendole che anche lui andrà in Russia con lei. Tuttavia Philip non riesce a mentire a Martha e le rivela che probabilmente non si rivedranno più. La donna rimane scossa e turbata. Oleg e Tatiana rivelano ad Arkady che hanno trovato un pilota. Gaad afferma di sentirsi "già morto" essendo il capo del controspionaggio e avendo la sua segretaria sposato un agente del KGB.

## Il magico David Copperfield V: la sparizione della statua della libertà
- Titolo originale: The Magic of David Copperfield V: The Statue of Liberty Disappears
- Diretto da: Matthew Rhys
- Scritto da: Stephen Schiff

### Trama
Martha sale sull'aereo insieme alla cavia contenente il campione di tularemia; entrambi arrivano sani e salvi a Cuba. Con la partenza di Martha, Philip passa più tempo a casa e, inavvertitamente, convince Elizabeth ad andare al cinema con Young-hee. Philip fa inoltre visita alla tomba di Gene e beve una birra con Stan, che gli racconta del "disastro al lavoro". Gaad viene presto licenziato. Elizabeth va a un meeting dell'EST e litiga con Philip una volta tornata a casa. Gabriel rimane perplesso dalle recenti azioni dei Jennings e chiede consiglio a Claudia. Paige salta l'incontro sullo studio della Bibbia e Elizabeth la esorta a lasciare da parte i sentimenti e impegnarsi a mantenere la relazione con il pastore Tim e Alice. Elizabeth viene contattata da Lisa per un incontro fuori programma. La donna ha avuto una ricaduta dopo che il marito l'ha lasciata per un'altra donna portandole via tutti i soldi della truffa. Lisa è decisa a riportare "Jack" alla polizia, sperando di riavere indietro il denaro e ottenere l'immunità. Elizabeth è costretta a ucciderla. Philip ed Elizabeth incontrano poi Gabriel che si rende conto di quanto i Jennings siano sotto stress. Decide quindi di non far affidare nuove missioni ai due agenti per un po' di tempo. Philip ed Elizabeth riescono finalmente a portare Paige e Henry all'epcot. Passano sette mesi; Philip ed Elizabeth stanno giocando a hockey con Henry, quando Paige torna a casa dopo aver giocato a minigolf con il pastore Tim e sua moglie ora incinta. Paige riporta ai genitori le azioni dei due e va in camera sua. Prima che Gaad parta per un viaggio in Asia, riceve una visita da Stan e lo avverte di non perdere di vista chi sta indagando.

## Il giorno dopo
- Titolo originale: The Day After
- Diretto da: Daniel Sackheim
- Scritto da: Tracey Scott Wilson

### Trama
Durante una lezione di guida con Philip, Paige gli chiede di presentarsi insieme a lei a un evento organizzato dal pastore Tim, credendo che sia utile fargli vedere che la famiglia è unita nonostante tutto. Stan si adatta alle nuove difficoltà. Elizabeth fa fatica a portare avanti la sua copertura come "Patty", ma in fondo sa che deve fare ciò che è necessario. Il pastore Tim rivela a Philip le sue preoccupazioni riguardo al benessere mentale di Paige. Nel frattempo il film Il giorno dopo va in onda in televisione, avvolgendo tutti in un velo di insicurezza e paura.

## Nanerottoli
- Titolo originale: Munchkins
- Diretto da: Steph Green
- Scritto da: Peter Ackerman

### Trama
I Jennings sono sconvolti dalla notizia che il pastore Tim è scomparso in Etiopia. Alice è sospettosa e minaccia la coppia. La donna ha infatti consegnato una lettera con una cassetta al proprio avvocato, dicendogli di inviarla all'FBI qualora Tim fosse trovato morto o se succedesse qualcosa anche a lei. Paige è confusa dall'intera situazione, ma riesce a confortare una sconvolta Alice. Mentre la missione di "Patty" continua, Elizabeth inizia a sentirsi in colpa per le conseguenze sulla famiglia di Young-hee. Philip fa visita a Kimmy che ha recentemente scoperto la verità sul lavoro del padre. Il pastore Tim viene ritrovato sano e salvo in Etiopia. Alice si scusa con Paige per la sua reazione avventata e Paige racconta la buona notizia ai genitori, nonostante non abbia chiesto ad Alice di consegnarle la lettera data all'avvocato. Philip ed Elizabeth sono d'accordo con Paige e decidono di non premere Alice per farsi consegnare il documento. Paige e Matthew passano del tempo insieme. Una missione del KGB va storta e l'agente Gaad viene accidentalmente ucciso in Tailandia.

## Cena per sette
- Titolo originale: Dinner for Seven
- Diretto da: Nicole Kassell
- Scritto da: Joshua Brand

### Trama
Il pastore Tim è mortificato per le azioni di sua moglie e inizia a simpatizzare con la difficile situazione dei Jennings. Elizabeth lo invita a cena insieme a sua moglie; tuttavia Stan viene inaspettatamente invitato da Henry. L'operazione di "Patty" è finita, lasciando Elizabeth con il cuore spezzato. Stan pone termine ai suoi incontri con Oleg, affermando di non voler avere anche lui sulla sua coscienza. Dopo essere passata a prendere Paige, Elizabeth e sua figlia vengono fronteggiate da due ladri. Elizabeth offre loro la sua borsa, che però non li tiene a bada. Quando uno di loro tenta di assalire Paige, Elizabeth reagisce colpendolo e accoltellando il complice. Paige, completamente in shock per quanto successo, si dilegua con sua madre.

## Legittima difesa
- Titolo originale: A Roy Rogers in Franconia
- Diretto da: Chris Long
- Scritto da: Joel Fields e Joe Weisberg

### Trama
Paige, ancora sconvolta per quanto successo a lei e a sua madre, le chiede quante volte le è capitato di uccidere qualcuno e se ha mai avuto paura. William rivela a Philip di non voler più rubare armi batteriologiche, credendo di fare qualcosa di immorale. Tatiana informa Oleg che si trasferirà a Nairobi, essendole stato offerto il ruolo di ambasciatrice, e gli chiede di diventare il suo vice. Dopo averci pensato, Oleg rifiuta la sua offerta. Aderholt trova la cimice nel robot della posta. Oleg telefona a sua madre in Russia. Paige cerca di ammaliare Matthew per ottenere informazioni sul lavoro di suo padre. Oleg rivela a Stan delle informazioni sulla missione sovietica per ottenere le armi batteriologiche. Gabriel cerca di convincere William a non lasciarsi trasportare dalle emozioni e rimanere fedele alla sua nazione. Paige bacia Matthew e, in seguito, riporta le informazioni ottenute ai genitori che disapprovano il suo comportamento. Infastidita, cerca di scoprire di più sulla loro missione segreta. Stan e il resto dell'FBI hanno identificato William e sono pronti ad arrestarlo. 

## Persona non grata
- Titolo originale: Persona Non Grata
- Diretto da: Chris Long
- Scritto da: Joel Fields e Joe Weisberg

### Trama
William viene catturato dall'FBI mentre cerca di consegnare a Philip la fiala con il virus. Prima di essere catturato, riesce a rompere la fiala nel palmo della sua mano, infettandosi con il virus letale. In Russia, Mikhail Semenov, il figlio di Philip, viene rilasciato da un manicomio. Oleg rivela ad Arkady la sua decisione di tornare in Russia per stare accanto alla sua famiglia. Durante un meeting dell'EST, Philip confessa il suo disinteresse nei confronti del suo lavoro. Mikhail fa visita a suo nonno che gli consegna un pacco lasciatogli da sua madre e contenente diversi passaporti e banconote. Il ragazzo è deciso a ritrovare suo padre in America. Arkady viene interrogato dall'FBI che lo accusa di essere il mandante dell'omicidio di Gaad e del furto di armi biochimiche compiuto da William. Per questi motivi, è costretto a lasciare gli Stati Uniti entro 48 ore. Dopo l'arresto di William, Gabriel suggerisce a Philip ed Elizabeth di lasciare il paese e tornare in Russia. Tatiana rivela a Oleg che le è stato chiesto di prendere temporaneamente il posto di Arkady alla Rezidentura, mentre Oleg le rivela di voler tornare in Russia. In ospedale le condizioni di William peggiorano sempre più, fino a quando l'uomo non inizia a tossire sangue. Mentre viene interrogato da Stan e Dennis, rivela ai due agenti che avrebbe voluto sposarsi e avere qualche figlio "come loro". Philip passa a prendere Paige a casa di Stan, il quale gli rivela che ha visto Matthew e Paige baciarsi. Tornando a casa, Philip ordina a Paige di non vedere più Matthew, poiché "non ha idea" della situazione in cui si sta mettendo.